# Celastrina violacea
Celastrina violacea är en fjärilsart som beskrevs av Edwards 1866. Celastrina violacea ingår i släktet Celastrina och familjen juvelvingar. Inga underarter finns listade i Catalogue of Life.